# Liste kenianischer Auslandsvertretungen
Diese Seite listet die diplomatischen Auslandsvertretungen der Republik Kenia auf: Botschaften, Hochkommissariate, Konsulate und Ständige Vertretungen.

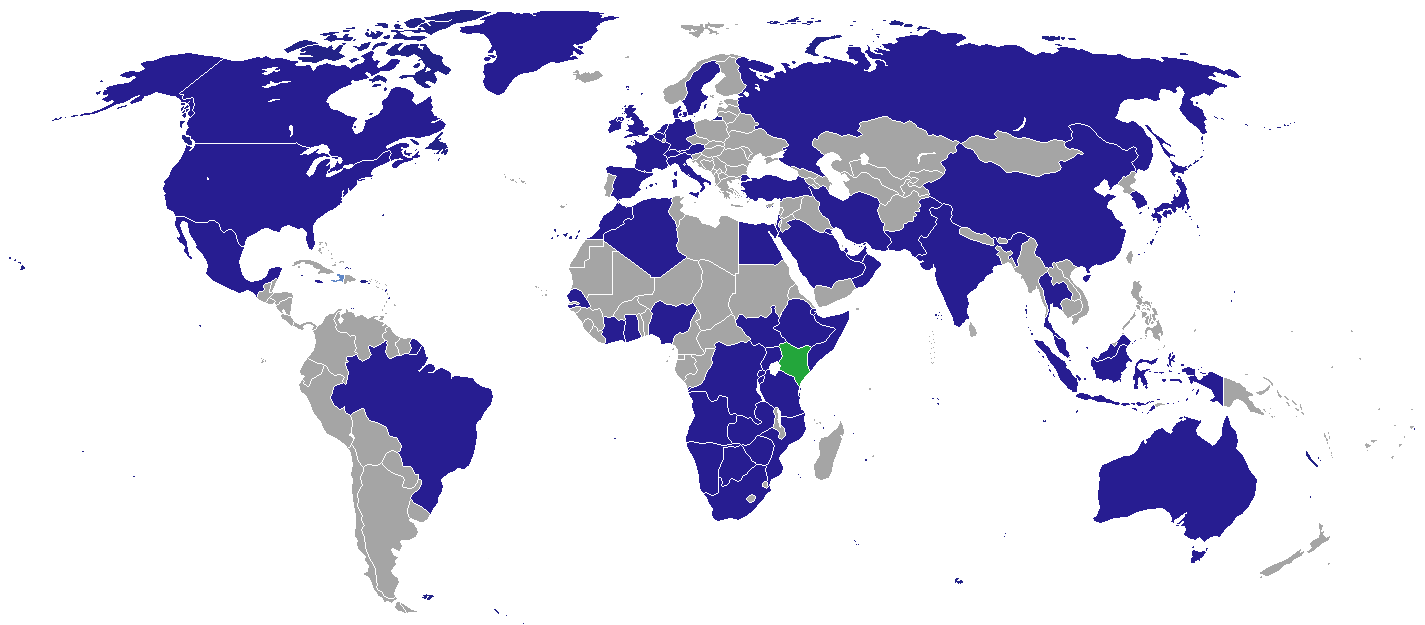
Standorte der diplomatischen Vertretungen der Republik Kania

Stand: 30. Oktober 2010.

## Afrika
| Afrika (A–Z)                 | Afrika (A–Z)                                                    | Afrika (A–Z)     | Afrika (A–Z)      | Afrika (A–Z)                                              |
| Land                         | Stadt                                                           | Einrichtung      | Vertreter         | Zuständigkeiten                                           |
| ---------------------------- | --------------------------------------------------------------- | ---------------- | ----------------- | --------------------------------------------------------- |
| Ägypten                      | Kairo 7 El Mohandesseen, Giza, Kairo                            | Botschaft        | Dave Arunga       | Marokko, Tunesien, Algerien, Eritrea                      |
| Äthiopien                    | Addis Abeba Fikre Mariam Road, Hiher 16 Kebelle 01, Addis Abeba | Botschaft        | Monica Juma       |                                                           |
| Botswana                     | Gaborone 5373 President’s Drive Private Bag BO, Gaborone        | Hochkommissariat | Daniel Sindiga    |                                                           |
| Burundi                      | Bujumbura P.T.A. Bank Building, Bujumbura                       | Botschaft        | Benjamin Mweri    |                                                           |
| Demokratische Republik Kongo | Kinshasa 4002 Avenue De Louganda, Kinshasa                      | Botschaft        | James Ochami      |                                                           |
| Libyen                       | Tripolis Siyehya KM 7, Tripolis                                 | Botschaft        | Anthony Muchiri   |                                                           |
| Namibia                      | Windhoek 134 Robert Mugabe Avenue, Windhoek                     | Hochkommissariat | Peter Gitau       |                                                           |
| Nigeria                      | Abuja 52 Oyinkan Abayomi Drive, Abuja                           | Hochkommissariat | Francis Sigei     | Elfenbeinküste, Togo, Ghana, Liberia, Benin, Sierra Leone |
| Ruanda                       | Kigali Prima 2000, Kigali                                       | Botschaft        | Makena Muchiri    |                                                           |
| Südafrika                    | Pretoria 302 Brooks Street Menlo Park Pretoria                  | Hochkommissariat | Thomas B. Amollo  | Eswatini, Lesotho                                         |
| Sambia                       | Lusaka 5207 United Nations Avenue, Lusaka                       | Hochkommissariat | Kipyego Cheluget  |                                                           |
| Simbabwe                     | Harare 95 Park Lane, Harare                                     | Botschaft        | Josephine Awuor   |                                                           |
| Somalia                      | Nairobi N.S.S.F. Building, Nairobi                              | Botschaft        | James Mulinge     |                                                           |
| Sudan                        | Karthum Street 3, Amarat, Karthum                               | Botschaft        | Robert Ngesu      |                                                           |
| Südsudan                     | Juba                                                            | Botschaft        | - (Stand 09/2021) |                                                           |
| Tansania                     | Daressalam N.I.C. Investment House, Samora Avenue, Daressalam   | Hochkommissariat | Mutinda Mutiso    |                                                           |
| Uganda                       | Kampala Plot No. 41, Nakasero Road, Kampala                     | Hochkommissariat | Geoffrey Okanga   |                                                           |

## Asien und Ozeanien
| Asien und Ozeanien (A–Z)     | Asien und Ozeanien (A–Z)                                      | Asien und Ozeanien (A–Z) | Asien und Ozeanien (A–Z) | Asien und Ozeanien (A–Z)     |
| Land                         | Stadt                                                         | Einrichtung              | Vertreter                | Zuständigkeiten              |
| ---------------------------- | ------------------------------------------------------------- | ------------------------ | ------------------------ | ---------------------------- |
| Volksrepublik China          | Peking 4 Xi Liu Jie, San Li Tun, Peking                       | Botschaft                | Julius Ole Sunkuli       | Philippinen                  |
| Indien                       | Neu-Delhi 66 Vasant Marg, Neu-Delhi                           | Hochkommissariat         | Francis Kazungu Bayah    |                              |
| Iran                         | Teheran 46 Golshar Street, Teheran                            | Botschaft                | Rashid Ali               |                              |
| Israel                       | Tel Aviv 15 Abba Hillel St., Tel Aviv                         | Botschaft                | Augustino S.K. Njoroge   |                              |
| Japan                        | Tokyo No.24-3 Yakumo, 3-Chome, Meguro-Ko, Tokyo               | Botschaft                | Benson Ogutu             |                              |
| Südkorea                     | Seoul 243-36 Itaewon-dong, Yongsan-gu, Seoul                  | Botschaft                | Ngovi Kitau              |                              |
| Katar                        | Doha                                                          | Botschaft                | Galma Boru               |                              |
| Kuwait                       | Kuwait Surra, Block 6, Street 9, Kuwait                       | Botschaft                | Mohammed Aden Mahat      |                              |
| Malaysia                     | Kuala Lumpur 182 Jalan Tuk Razat, Kuala Lumpur                | Hochkommissariat         | Samori Ang’wa Okwiya     | Indonesien, Philippinen      |
| Australien                   | Canberra 33-35 Ainstie Avenue, Canberra                       | Hochkommissariat         | Stephen Tarus            | Neuseeland                   |
| Pakistan                     | Islamabad House No. 8a, Embassy Road, Sector F-6/4, Islamabad | Hochkommissariat         | Mishi Masika Mwatsahu    |                              |
| Saudi-Arabien                | Riad Diplomatic Quarters, Riad                                | Botschaft                | Mohamed Ali Saleh        | Kuwait, Irak, Jemen, Bahrain |
| Thailand                     | Bangkok 62 Soi 5 Thong Lor, Sukhumrit 55 Road, Bangkok        | Botschaft                | Richard Ekai             |                              |
| Vereinigte Arabische Emirate | Abu Dhabi                                                     | Botschaft                | Mohammed Gello           |                              |

## Europa
| Europa (A–Z)           | Europa (A–Z)                                  | Europa (A–Z)                  | Europa (A–Z)           | Europa (A–Z)                           |
| Land                   | Stadt                                         | Einrichtung                   | Vertreter              | Zuständigkeiten                        |
| ---------------------- | --------------------------------------------- | ----------------------------- | ---------------------- | -------------------------------------- |
| Belgien                | Brüssel Avenue Winston Churchill 208, Brüssel | Botschaft                     | Kembi Gitura           | Luxemburg                              |
| Deutschland            | Berlin Markgrafenstraße 63, Berlin            | Botschaft                     | Stella Mokaya Orina    | Polen, Tschechien                      |
| Deutschland            | Hamburg Rathausstr. 6, Hamburg                | Konsulat                      | Jens Peter Breitengroß |                                        |
| Frankreich             | Paris 3 Rue, Freycinet, Paris                 | Botschaft                     | Salma Ahmed            | Portugal, Spanien, Jugoslawien, UNESCO |
| Irland                 | Dublin 11 Elgin Road, Ballsbridge, Dublin     | Botschaft                     | Catherine Mwangi       |                                        |
| Italien                | Rom Via Archimede 164, Rom                    | Botschaft                     | Josephine Gaita        | Griechenland, Malta                    |
| Niederlande            | Den Haag Nieuwe Parklaan 21, Den Haag         | Botschaft                     | Ruthie Rono            | Slowakei, Ungarn                       |
| Österreich             | Wien Neulinggasse 29/8, Wien                  | Botschaft                     | Julius Kandie          | Slowakei, Ungarn                       |
| Russland               | Moskau Bolshaya Ordinka, dom 70, Moskau       | Botschaft                     | Paul Kibiwott Kurgat   |                                        |
| Schweden               | Stockholm Birger Jarlsgatan 37, Stockholm     | Botschaft                     | Purity Muhindi         | Island, Dänemark, Norwegen, Finnland   |
| Schweiz                | Genf 1-3 Avenue de la Paix, Genf              | Botschaft/Ständige Vertretung | Anthony Andanje        |                                        |
| Spanien                | Madrid Paseo de la Castellana 143, Madrid     | Botschaft                     | Bramwel Kisuya         |                                        |
| Vereinigtes Königreich | London 45 Portland Place, London              | Hochkommissariat              | Iphraim Ngare          | Schweiz                                |

## Nord-, Mittel- und Südamerika
| Nord-, Mittel- und Südamerika (A–Z) | Nord-, Mittel- und Südamerika (A–Z)                               | Nord-, Mittel- und Südamerika (A–Z) | Nord-, Mittel- und Südamerika (A–Z) | Nord-, Mittel- und Südamerika (A–Z) |
| Land                                | Stadt                                                             | Einrichtung                         | Vertreter                           | Zuständigkeiten                     |
| ----------------------------------- | ----------------------------------------------------------------- | ----------------------------------- | ----------------------------------- | ----------------------------------- |
| Brasilien                           | Brasília Shis, QI10, Conjunto 08, Casa 08 Lagos-Sul, Brasília     | Botschaft                           | Peter Kirimi Kaberia                |                                     |
| Kanada                              | Ottawa 415 Laurier Avenue East, Ottawa                            | Hochkommissariat                    | Judith Mbula                        |                                     |
| Vereinigte Staaten                  | Los Angeles Park Mile Place, 4801 Wilshire Boulevard, Los Angeles | Generalkonsulat                     | Wenwa Oranga                        |                                     |
| Vereinigte Staaten                  | New York City 866 U. N. Plaza, New York City                      | Botschaft/Ständige Vertretung       | Josephine Ojiambo                   |                                     |
| Vereinigte Staaten                  | Washington, D.C. 2249 R. Street, Washington, D.C.                 | Botschaft                           | Elkanah Odembo                      | Mexiko, Kolumbien                   |

## Internationale Organisationen
| Internationale Organisationen (A–Z) | Internationale Organisationen (A–Z) | Internationale Organisationen (A–Z) | Internationale Organisationen (A–Z)           |
| Institution                         | Vertreter                           | Land                                | Stadt                                         |
| ----------------------------------- | ----------------------------------- | ----------------------------------- | --------------------------------------------- |
| Europäische Union                   | Kembi Gitura                        | Belgien                             | Brüssel Avenue Winston Churchill 408, Brüssel |
| UNESCO                              | Mary Khimulu                        | Frankreich                          | Paris 1, Rue Miollis, Paris                   |
| UNO                                 | Tom Okeyo                           | Schweiz                             | Genf 1-3 Avenue de la Paix, Genf              |